# Wilhelm Murr
Wilhelm Murr, född 16 december 1888 i Esslingen am Neckar, död 14 maj 1945 i Egg, var en tysk nazistisk politiker. Han var från 1928 till 1945 Gauleiter i Gau Württemberg-Hohenzollern. Från 1933 till 1945 var han därtill riksståthållare.
Murr tog aktiv del i massmordet på Württembergs judar och psykiskt funktionshindrade. Kort efter andra världskrigets slut begick han självmord genom att inta gift.